# Pariser Einzugsmarsch
La Pariser Einzugsmarsch (Traducida al español como: Marcha de Entrada a París) (Marcha del Ejército II, 38) es una Marcha Militar Alemana de trote de caballería.

## Historia
La marcha fue compuesta durante los inicios de los años 1800 por Johann Heinrich Walch durante las Guerras Napoleónicas.
el 31 En marzo de 1814 en presencia del emperador Francisco I, del zar Alejandro I y del rey Federico Guillermo III. esta marcha fue interpretada durante la expedición de las tropas aliadas que entraron en París al final de la Guerra de la Sexta Guerra de Coalición.
Después de la victoria de la Guerra de la Sexta Guerra de Coalición esta marcha se volvió popular en Rusia, donde formó parte del repertorio tradicional de la música militar desde 1814. Pero actualmente no se sabe si aun forma parte de la música militar rusa.
Durante la Segunda Guerra Mundial esta era la marcha de las formaciones voladoras de la Luftwaffe .
Debido a su título, la marcha se convirtió en un símbolo popular de la "enemistad hereditaria" franco-alemana durante la época del Imperio alemán, también más tarde durante la República de Weimar y el Tercer Reich . La marcha fue interpretada el día 14 de junio de 1940 cuando las tropas alemanas invadieron París durante la campaña occidental.
Debido a su historia y su problemático título, la Marcha rara vez se interpreta públicamente por la Bundeswehr, pero igualmente múltiples bandas militares alemanas han hecho grabaciones de estudio de esta marcha a pesar de su problemática historia.

## Literatura
- Hans-Peter Stein: Wort und Brauch in Heer und Flotte